# Дім мерців
«Дім мерців» (англ. House of the Dead) — фільм жахів 2003 року, кіноадаптація однойменної відеогри 1996 року видавництва «Sega». Для режисера стрічки Уве Болла це була невдача. 2005 року вийшов фільм-продовження «Дім мерців 2».

## Сюжет
Після бронювання поїздки на човні для відвідування вечірки на острові Ісла-дель-Морте («Острів смерті»), розташованого біля узбережжя Сіетла, двоє студентів коледжу, Саймон (Тайрон Лейцо) та Грег (Вілл Сандерсон) зустрічаються з трьома дівчатами: Алісією (Она Гравер), Кармою (Енука Окума) та Синтією (Соня Саломаа). Карма закохана в Саймона, Саймон кохає Алісію, а Синтія — подружка Грега. Коли п'ятеро прибувають на причал, вони виявили, що запізнилися, і човен, який повинен був доставити їх на острів, вже пішов. Капітан на ім'я Віктор Кірк (Юрген Прохнов) та його товариш Саліш (Клінт Говард) пропонують їм скористатися їхнім човном Lazarus V (названий на честь біблійного чоловіка, який воскрес з мертвих). Коли вони виїжджають, поліцейський Джордан Каспер (Еллі Корнелл), знаючи про минуле Кірка як контрабандиста, намагається зупинити їх, але марно.
На острові вони виявляють, що місце вечірки зіпсоване та безлюдне. Алісія, Карма та Саймон йдуть на пошуки кого-небудь, поки Синтія та Грег чекають. Поки Грег відходив до туалету, на Синтію нападає група зомбі та вбиває її. Водночас Алісія, Карма та Саймон знаходять занедбаний будинок, в якому знаходять Руді (Джонатан Черрі), Ліберті (Кіра Клавелл) та Г'ю (Майкл Еклунд), які повідомляють їм про атаку зомбі під час вечірки. Алісія та Руді колись зустрічались, а Ліберті була танцівницею на вечірці. Шестеро виходять з дому, щоб знайти Грега та Синтію. Зомбі вбивають Саліша, який був один у лісі.
Алісія, Руді, Карма, Саймон, Ліберті та Г'ю повертаються на захоплене місце та знаходять Грега. Синтія, яка перетворилась на зомбі, виходить з-за дерева і вбиває Г'ю, але Касперу вдається вбити її. Вони складають план повернення до човна Кірка та залишити острів. Повернувшись на пляж, вони знаходять лише зомбі на човні Кірка. Каспер і Грег залишають групу, щоб знайти допомогу, проте Грега вбивають у лісі.
Кірк розкриває історію острова: на ньому жив іспанський католицький священник на ім'я Кастільо Сермано, якого в XV столітті було вигнано з Іспанії за його темні експерименти, які забороняла католицька церква (у цей період існував союз Церкви та держави). Кастільо вбив екіпаж корабля Святого Крістобала та діставшись острова, поневолив місцевих жителів і вбивав усіх, хто відвідував це місце. Потім він створив сироватку безсмертя, яку ввів собі ще до того, як створив першого зомбі. Кірк відвів групу на місце в лісі, де він заховав коробку зі зброєю. Взявши зброю, група повернулася до будинку. Ліберті та Каспер гинуть у подальшій сутичці, а Алісії, Руді, Кірку, Кармі та Саймону вдається вкритися всередині будинку.
Кірк чує свист Саліша з вулиці. Він виходить на двір і бачить Саліша як зомбі. Кірк приносить себе в жертву, вбиваючи Саліша динамітом, але вибух також підриває вхід у будинок. Решта четверо замикаються в лабораторії всередині будинку, але вриваються зомбі. Карма знаходить люк у підлозі, яким всі рятуються крім Саймона. Алісія, Руді та Карма опиняються в підземних тунелях. Вони пробираються через них, але зомбі вбивають Карму, коли вона намагається стримати нечисть.
Таємничий чоловік з маскою Грега допомагає Алісії та Руді вийти з тунелів. Чоловік, як виявилося, Кастільо Сермано. Алісія та Руді рятуються з тунелів, підриваючи їх. Кастільо при цьому виживає, Алісія вступає з ним в бій на мечах. Сермано влучає їй в серце, але Руді вдається обезголовити його. Безголове тіло Кастільо починає душити Руді. Напівжива Алісія давить голову чоловіка, що остаточно вбиває його. Хоча Алісія, здавалося би, помирає, її та Руді рятує команда агентів. Агенти запитують ім'я Руді, на що він відповідає К'юрієн. У кінці показано, що Руді дав Алісії сироватку безсмертя і саме тому вона жива. Двоє вцілілих повертаються додому.

## У ролях
| Актор           | Роль             |
| --------------- | ---------------- |
| Джонатан Черрі  | Руді             |
| Она Гравер      | Алісія           |
| Енука Окума     | Карма            |
| Тайрон Лейцо    | Саймон           |
| Вілл Сандерсон  | Грег             |
| Клінт Говард    | Саліш            |
| Юрген Прохнов   | Віктор Кірк      |
| Еллі Корнелл    | Джордан Каспер   |
| Майкл Еклунд    | Г'ю              |
| Девід Палфі     | Кастільо Сермано |
| Кіра Клавелл    | Ліберті          |
| Соня Саломаа    | Синтія           |
| Еріка Дюранс    | Йоганна          |
| Адам Гаррінгтон | Томас Роган      |
| Колін Лоуренс   | агент Джі        |

## Сприйняття

### Касові збори
«Дім мерців» заробив $10,2 мільйона у Сполучених Штатах Америки та Канаді та $3,6 мільйона в інших країнах, загальна сума зборів склала $13,8 мільйона проти бюджету в $12 мільйонів.
У перші вихідні стрічка зібрала $ 5,7 мільйона, посівши шосте місце у прокаті.

### Критика
На сайті Rotten Tomatoes фільм потрапив на 41-е місце зі 100 списку найгірших рецензованих фільмів 2000-х, з оцінкою схвалення 3 % на основі 59 відгуків. Консенсус сайту зазначає: «Шорсткий, незв'язний, здебільшого безглуздий безлад. „Дім мерців“ все-таки містить ненавмисний регіт». На сайті Metacritic кінокартина має оцінку 15 із 100, на основі 15 відгуків критиків, що свідчить про «переважну неприязнь». 2009 року «Тайм» зарахував цей фільм до їхнього десятка найгірших фільмів, заснованих на відеоіграх, усіх часів.
IGN дав йому три з п'яти зірок, коментуючи: «неперевершений фільм категорії B, який виконує надзвичайно гідну роботу з обмеженим бюджетом, маловідомим акторським складом та рутинною сюжетною лінією».

## Музика

### Саундтрек
Саундтрек фільму вийшов наприкінці 2003 року на лейблі ZYX Records. В альбомі було багато груп із рідної країни Болла, Німеччини.
Перелік треків
| #     | Назва                      | Виконавець   | Тривалість |
| ----- | -------------------------- | ------------ | ---------- |
| 1.    | «House of the Dead»        | Razorburner  | 3:13       |
| 2.    | «Raveline»                 | Okyo         | 2:32       |
| 3.    | «Sly Dog»                  | Perfect Fred | 3:58       |
| 4.    | «Kingdom Come»             | N.O.P.E.     | 4:00       |
| 5.    | «Cry»                      | Cassideena   | 4:01       |
| 6.    | «Whenever I Fall»          | Megaherz     | 5:42       |
| 7.    | «Bitter Tears»             | N.O.P.E.     | 3:24       |
| 8.    | «Jordan»                   | Megaherz     | 3:38       |
| 9.    | «Suicide Serenade»         | Misery Inc.  | 4:00       |
| 10.   | «Angst»                    | Eisbrecher   | 4:15       |
| 11.   | «This Is Real» (Club Mix)  | Rey Thomas   | 6:41       |
| 12.   | «This Is Real» (Radio Mix) | Rey Thomas   | 3:10       |
| 48:34 |                            |              |            |

### Музика до фільму
Музику до фільму написав німецький композитор Рейнгард Бессер. Пізніше Бессер напише музику для іншого фільму Болла у 2005 році з «Один у темряві». Саундтрек-альбом був опублікований 29 березня 2013 року компанією Playground Worldwide.
Перелік треків
Автор музики і слів Рейнгард Бессер. 
| #     | Назва               | Тривалість |
| ----- | ------------------- | ---------- |
| 1.    | «Opener»            | 2:51       |
| 2.    | «Ominous Sea»       | 2:17       |
| 3.    | «The Island»        | 2:21       |
| 4.    | «Haunted House»     | 2:48       |
| 5.    | «Dungeon»           | 3:16       |
| 6.    | «Alchemist at Work» | 2:05       |
| 7.    | «Flesh»             | 3:02       |
| 8.    | «The Fight»         | 3:02       |
| 9.    | «Main Theme»        | 3:37       |
| 10.   | «Romantic Theme»    | 4:07       |
| 11.   | «End Theme»         | 4:58       |
| 34:24 |                     |            |

## Режисерська версія
Режисерська версія фільму вийшла на DVD 8 вересня 2008 року та розповсюджена компанією Lionsgate. Ця версія пропонує нові діалоги, альтернативні зйомки, коментарі творців й анімацію з оригінальної відеоігри.